# Amphistomus kukali
Amphistomus kukali är en skalbaggsart som beskrevs av Renaud Maurice Adrien Paulian 1985. Amphistomus kukali ingår i släktet Amphistomus och familjen bladhorningar. Inga underarter finns listade i Catalogue of Life.